# Kungsbro
Kungsbro är en före detta biskopsgård och en före detta kungsgård vid Motala ström i Vreta Klosters socken, Linköpings kommun, Östergötlands län. 
Kungsbro hette ursprungligen Bro, senare Biskopsbro innan gården under 1500-talet fick sitt nuvarande namn. Vid Kungsbro finns även ett naturreservat. 

## Bro över Motala ström
I likhet med vid Husbyfjöl (dagens Borensberg) passeras Motala ström här av en landsväg mellan slättbygden i söder och skogsbygden i norr. Båda platsernas namn syftar på förekomsten av en bro (Husbyfjöl dessutom på att där funnits en kunglig husaby). En annan likhet är att det på båda platserna finns rester av en fornborg norr om Motala ström. Nordost om Kungsbro finns även ett gammalt gravfält. Medan Husbyfjöl återfinns vid Borens utlopp i Motala ström ligger Kungsbro vid samma vattendrags utlopp i Roxen. Samma markanta förkastningslinje skiljer slättbygd från skogsbygd i båda fallen.

## Gården Bro, Vreta Kloster och stenkilska ätten
Kungsbro omnämns första gången i en bevarad handling den 29 oktober 1269 då Östergötlands lagman Bengt Magnusson skänkte gården Bro till nunneklostret i Vreta. Enligt ett donationsbrev, som finns som avskrift av ett äldre dokument, gav kung Inge den äldre (ca 1055–1110) och hans hustru Helena bland annat två attungar jord i Bro till Vreta klosters grundande. Det betyder att Bro (Kungsbro) måste ha funnits år 1110 eller ännu tidigare. 
Bro var långtifrån den enda gård i trakten från vilken kung Inge den äldre donerade jord till klostret. Den stenkilska ätten, som kungen tillhörde, hade här ett större jordinnehav. På den markanta höjden vid Vreta kyrka och kloster fanns med stor sannolikhet en huvudgård tillhörig denna ätt som genom sitt omfattande godskomplex dominerade socknen.

## Biskopsbro och Kungsbro
Någon gång mellan 1269 och 1272 kom Bro (Biskopsbro) i Linköpingsbiskoparna ägo. Under 1200-talets senare hälft och 1300-talets första hälft var Bro deras viktigaste residens utanför Linköping.   
I samband med Västerås recess under Gustav Vasa omvandlades Biskopsbro till en kungsgård och fick sitt nuvarande namn. Kungens tredje son, hertig Magnus, bebodde tidvis gården och avled där 1595.

## Fullständigt utrustad vapengrav
Sedan 1991 har arkeologiska utgrävningar pågått vid Kungsbro. Rester av den medeltida biskopsborgen har grävts fram invid det nuvarande bostadshuset vid Kungsbro gård. I närheten har hittats gravar, bostäder och spår av odlingar från stenåldern och fram till nyare tid. År 2002 gjordes ett sensationellt fynd då man fann en fullständigt utrustad vapengrav från tiden för Kristi födelse. Det är mycket ovanligt att på samma plats hitta både kastspjut, stötspjut, svärd och sköld. Vanligen brukar några av dessa föremål saknas.   